# Josef Blum
Josef Blum (Bécs, 1898. február 4. – Bécs, 1956. október 18.) osztrák válogatott labdarúgó, edző.

## Élete
Josef Blum 1913-ban a Nussdorfer AC csapatában kezdte pályafutását. 1918-ban igazolt a bécsi First Vienna csapatához, amelyhez pályafutása végéig hűséges maradt. Ebben az időszakban korának legjobb védői között tartották számon. Játékstílusát a gyors helyzetfelismerés és a jó helyezkedés jellemezte, kiváló szabadrúgás lövő és ítélet végrehajtó volt.
Blum bécsi időszakára estek pályafutásának legnagyobb klubsikerei is. 1929-ben és 1930-ban klubjával kupagyőztes lett, 1931-ben pedig bajnoki címet és Közép-európai kupát nyert. Játékoskarrierje 1933-ban ért véget, az azt megelőző években azonban Blum tudatosan készült az edzői pályára.
Ausztria válogatottjában 1920. november 7-én Budapesten mutatkozott be a magyar válogatott elleni 2–1 győzelem alkalmával. 1920-tól 1932-ig 51 alkalommal lépett pályára címeres mezben. Tagja volt az osztrákok Wundermannschaftjának, azaz Csodacsapatának, igaz ekkor már 33 éves volt. 1932. április 24-én utolsó válogatott mérkőzését is a magyarok ellen játszotta, Bécsben az osztrákok 8–2-re győztek.
Pályafutásának befejezése után vezetőedzőként dolgozott az Austria Wien, a Racing Strasbourg, a First Vienna és a Wiener SC csapatainál. Legnagyobb sikereit az Austria kispadján érte el, 1933-ban bajnok és Közép-európai kupa győztes lett a fővárosi lilákkal.
1956-ban 59 évesen agyvérzés következtében hunyt el.

## Sikerei, díjai

### Játékosként
First Vienna
- Osztrák bajnok: 1931
- Osztrák kupagyőztes: 1929, 1930
- Közép-európai kupa-győztes: 1931